# Ettore Manni
Ettore Manni (6 de mayo de 1927 – 27 de julio de 1979) fue un actor cinematográfico y televisivo de nacionalidad italiana.

## Biografía
Nacido en Roma, Italia, fue huérfano de madre. Fue descubierto por el director Luigi Comencini, que le dio la oportunidad de debutar en 1952 como uno de los protagonistas de La tratta delle bianche, junto a estrellas como Eleonora Rossi Drago, Silvana Pampanini, Tamara Lees y una jovencísima Sophia Loren. En el film su nombre compartía títulos de crédito con Vittorio Gassman y Enrico Maria Salerno.
A partir de entonces Manni siguió una rica e intensa carrera artística, que le hizo uno de los actores más importantes del cine italiano de los años 1950. Interpretó papeles dramáticos (Le amiche de Michelangelo Antonioni, La lupa de Alberto Lattuada), comedias (Poveri ma belli de Dino Risi, junto a Marisa Allasio; Ladro lui, ladra lei de Luigi Zampa, con Sylva Koscina y Alberto Sordi; Marisa la civetta, de Mauro Bolognini, y Susanna tutta panna, de Steno), peplum (La rivolta dei gladiatori de Vittorio Cottafavi, La rivolta degli schiavi de Nunzio Malasomma), y spaghetti western (Johnny Oro de Sergio Corbucci, Un uomo, un cavallo, una pistola de Luigi Vanzi y otros muchos rodados por Demofilo Fidani).
Con el paso del tiempo Manni fue poco a poco relegado a trabajar como actor de carácter, en ocasiones con papeles de malvado, perdiendo definitivamente la imagen de atractivo protagonista que tenía en los años 1950 y 1960. En los años 1970 fue un actor habitual del género policíaco italiano, además de trabajar también en varias películas eróticas de la época.
Manni trabajó con directores como Luigi Magni, Mario Soldati, Delmer Daves, André Versini, Tony Richardson, Alberto Bevilacqua, Duccio Tessari, Tonino Cervi, Ettore Scola, Damiano Damiani, Gianni Serra y Carlo Lizzani. Rodó también varias producciones televisivas, en particular Orlando furioso (de Luca Ronconi en 1974), Il nero muove (de Gianni Serra, en 1977), y Circuito chiuso (de Giuliano Montaldo en 1978). 
Su última interpretación llegó en la película de Federico Fellini La città delle donne, en la que encarnaba a Katzone. La cinta se estrenó en 1980, tras la muerte de Manni, producida en Roma en julio de 1979, a los 52 años de edad, mientras manejaba un fusil. No se conocen las circunstancias exactas de su muerte, habiéndose valorado la posibilidad de un simple accidente o de un suicidio.
Manni fue compañero de Krista Nell, y estuvo casado con la actriz francesa Mireille Granelli, con la cual había trabajado en Ursus, il terrore dei kirghisi. La pareja había tenido una hija.

## Filmografía (selección)
- 1952 : La tratta delle bianche, de Luigi Comencini
- 1952 : Fratelli d'Italia, de Fausto Saraceni
- 1952 : I tre corsari, de Mario Soldati
- 1953 : Cavalleria rusticana, de Carmine Gallone
- 1953 : La lupa, de Alberto Lattuada
- 1953 : Attila, de Pietro Francisci
- 1953 : Il più comico spettacolo del mondo, de Mario Mattoli
- 1953 : Yalis, la vergine del Roncador, de Francesco De Robertis
- 1954 : Tua per la vita, de Sergio Grieco
- 1954 : Due notti con Cleopatra, de Mario Mattoli
- 1954 : Siluri umani, de Carlo Lizzani yAntonio Leonviola
- 1954 : La nave delle donne maledette, de Raffaello Matarazzo
- 1954 : Divisione Folgore, de Duilio Coletti
- 1955 : Le amiche, de Michelangelo Antonioni
- 1955 : Agguato sul mare, de Pino Mercanti
- 1955 : Bella non piangere, de David Carbonari
- 1956 : Donne sole, de Vittorio Sala
- 1957 : Río Guadalquivir, de Primo Zeglio
- 1957 : Addio sogni di gloria, de Giuseppe Vari
- 1957 : Il ricatto di un padre, de Giuseppe Vari
- 1957 : Addio per sempre, de Mario Costa
- 1957 : Poveri ma belli, de Dino Risi
- 1957 : Marisa la civetta, de Mauro Bolognini
- 1957 : Susanna tutta panna, de Steno
- 1958 : Ladro lui, ladra lei, de Luigi Zampa
- 1958 : Il pirata dello sparviero nero, de Sergio Grieco
- 1958 : La rivolta dei gladiatori, de Vittorio Cottafavi
- 1959 : Austerlitz, de Abel Gance
- 1960 : La rivolta degli schiavi, de Nunzio Malasomma
- 1960 : Le legioni di Cleopatra, de Vittorio Cottafavi
- 1960 : El sepulcro de los reyes, de Fernando Cerchio
- 1961 : La conquista de la Atlántida, de Vittorio Cottafavi
- 1961 : A porte chiuse, de Dino Risi
- 1961 : Le vergini di Roma, de Carlo Ludovico Bragaglia y Vittorio Cottafavi
- 1962 : I normanni, de Giuseppe Vari
- 1962 : The Valiant, de Roy Ward Baker
- 1963 : Lo sceicco rosso, de Fernando Cerchio
- 1963 : Golia e il cavaliere mascherato, de Piero Pierotti
- 1964 : Ursus el terror de los kirgueses, de Antonio Margheriti
- 1964 : I giganti di Roma, de Antonio Margheriti
- 1964 : Roma contra Roma, de Giuseppe Vari
- 1965 : The Battle of the Villa Fiorita, de Delmer Daves
- 1966 : Mademoiselle, de Tony Richardson
- 1966 : Johnny Oro, de Sergio Corbucci
- 1966 : L'arcidiavolo, de Ettore Scola
- 1967 : Un uomo, un cavallo, una pistola, de Luigi Vanzi
- 1967 : Straniero... fatti il segno della croce!, de Demofilo Fidani
- 1967 : Indomptable Angélique, de Bernard Borderie
- 1968 : Angélique et le sultan, de Bernard Borderie
- 1968 : Ed ora... raccomanda l'anima a Dio!, de Demofilo Fidani
- 1968 : All'ultimo sangue, de Paolo Moffa
- 1969 : La battaglia di El Alamein, de Giorgio Ferroni
- 1969 : Sono Sartana, il vostro becchino, de Giuliano Carnimeo
- 1970 : Inginocchiati straniero... I cadaveri non fanno ombra!, de Demofilo Fidani
- 1970 : Arrivano Django e Sartana... è la fine, de Demofilo Fidani
- 1970 : Incontro d'amore, de Paolo Heusch y Ugo Liberatore
- 1971 : Mazzabubù... Quante corna stanno quaggiù?, de Mariano Laurenti
- 1973 : Valdez il mezzosangue, de John Sturges y Duilio Coletti
- 1973 : Anna, quel particolare piacere, de Giuliano Carnimeo
- 1973 : Tony Arzenta (Big Guns), de Duccio Tessari
- 1973 : Li chiamavano i tre moschettieri... invece erano quattro, de Silvio Amadio
- 1973 : Si può essere più bastardi dell'ispettore Cliff?, de Massimo Dallamano
- 1973 : Buona parte di Paolina, de Nello Rossati
- 1973 : Eroi all'inferno, de Michael Wotruba (Aristide Massaccesi)
- 1973 : A.A.A. Massaggiatrice bella presenza offresi..., de Demofilo Fidani
- 1974 : Hechos de gente de bien, de Mauro Bolognini
- 1974 : Cani arrabbiati, de Mario Bava
- 1975 : ...a tutte le auto della polizia..., de Mario Caiano
- 1975 : La peccatrice, de Pier Luigi Pavoni
- 1975 : Divina creatura, de Giuseppe Patroni Griffi
- 1976 : La madama, de Duccio Tessari
- 1976 : Poliziotti violenti, de Michele Massimo Tarantini
- 1976 : Oh, Serafina!, de Alberto Lattuada
- 1976 : Attenti al buffone, de Alberto Bevilacqua
- 1976 : Gli esecutori, de Maurizio Lucidi
- 1976 : Pronto ad uccidere, de Francesco Prosperi
- 1977 : Il nero muove, de Gianni Serra
- 1977 : La malavita attacca... la polizia risponde!, de Mario Caiano
- 1977 : En nombre del papa rey, de Luigi Magni
- 1977 : La bidonata, de Luciano Ercoli
- 1978 : Il furto della Gioconda, de Renato Castellani
- 1978 : Circuito chiuso, de Giuliano Montaldo (TV)
- 1978 : Sella d'argento, de Lucio Fulci
- 1978 : Il commissario di ferro, de Stelvio Massi
- 1979 : Il malato immaginario, de Tonino Cervi
- 1979 : Un uomo in ginocchio, de Damiano Damiani
- 1980 : La città delle donne, de Federico Fellini